# 南河内 (大阪府)
南河内（みなみかわち）は、令制国の河内国南部に由来する地域名称。現在の大阪府南東部にあたる。
古墳や遺跡が多く、工事の度に発掘されたりと文化的遺産が数多く点在する。富田林寺内町は近世の伝統的街並みが保存されており、大阪府内で唯一、重要伝統的建造物群保存地区として選定されている。
大阪府内の他の地域と比べ、農業の割合が高く、特徴的なのがぶどうの生産である。また、林業・木材加工業の割合も高く、爪楊枝生産の大半は河内長野市で行われている。
2020年10月1日時点での大阪府域に占める南河内地域の割合は、面積：15.2%、人口：6.7%。

## 範囲
南河内郡の範囲に基づくが、旧金岡村・北八下村（大字河合を除く）・南八下村・日置荘町・登美丘町・美原町が堺市に編入され、松原市の大部分（河合・丹南の2大字を除く）が中河内郡の旧郡域であるため、南河内郡の旧郡域とは異なる。南八下村東部は美原町へ編入された後に堺市へ編入されている。
また、柏原市のうち旧 堅下村・堅上村を除く南河内郡の旧郡域は、市町村合併を機に中河内郡へ所属変更した。
現在、大阪府は下記の6市2町1村を南河内地域とし、大阪府南河内府民センターを設置している。なお、南河内地区には特例市以上の人口規模を有する市が存在しない。
- 藤井寺市
- 富田林市 - 府民センター所在地。
- 河内長野市
- 松原市 - ただし、府税は中河内府税事務所の管轄となる。
- 羽曳野市
- 大阪狭山市
- 太子町
- 河南町
- 千早赤阪村

まれに「河南（かなん）」と表現されることもあり、上記の河南町をはじめ、富田林市にある大阪府立河南高等学校などで使用されている。